# Party's Just Begun (Again)
«Party's Just Begun (Again)», conocida también como «Party», es el sencillo debut de Nelly Furtado, lanzada como primer sencillo en Brokedown Palace: Music from the Original Motion Picture Soundtrack (1999). Dos meses antes del lanzamiento del álbum debut de Nelly Furtado en el 2000, Whoa, Nelly!, un set de 12" discos de vinilo conteniendo remixes del planeado sencillo fue enviado a clubs alrededor de los Estados Unidos.

## Canciones

### US 12" Promo

#### Side A
1. «Party's Just Begun (Again)» (LP Versión) (3:58)
2. «Party's Just Begun (Again)» (Decibel's Mix) (6:28)
3. «Party's Just Begun (Again)» (Syndicate Mix) (7:02)

#### Side B
1. «Party's Just Begun (Again)» (Gavo's Deep Fried Club Mix) (7:15)
2. «Party's Just Begun (Again)» (Choroni Mix) (4:29)
3. «Party's Just Begun (Again)» (Reprise) (4:53)
4. «Party's Just Begun (Again)» (Vocal Mix) (3:37)

## Remixes
- «Party» (Vocal Mix) (3:37)
- «Party» (Syndicate Mix) (7:02)
- «Party» (Syndicate Radio Mix) (4:39)
- «Party» (Decibel's Mix) (6:28)
- «Party» (Gavo's Deep Friend Club Mix) (7:15)
- «Party» (Choroni Mix) (4:29)
- «Party» (Freaky Flow Remix)

## Otras versiones
- «Party» (LP Versión) (3:58)
- «Party» (Reperise) (4:53)
- «Party» (Reperise Non-LP Version)
- «Party» (Brokedown Place Version)
- «Party» (Main Version)